# Aeropuerto de Tugdan
El Aeropuerto de Tugdan (en tagalo: Paliparan ng Tugdan, en Romblomanon: Paluparan it Tugdan) (IATA: TBH, ICAO: RPVU) es un aeropuerto situado en la provincia de Romblon en el país asiático de Filipinas. El aeropuerto está situado en el Barangay Tugdan en el municipio de Alcántara, de la que el aeropuerto deriva su nombre.
El aeropuerto está clasificado como aeropuerto principal de la clase 2 por la Autoridad de Aviación Civil de Filipinas, un organismo del Departamento de Transportes y Comunicaciones del gobierno de esa nación.